# Округ Лејн (Канзас)
Округ Лејн (енгл. Lane County) је округ у америчкој савезној држави Канзас. По попису из 2010. године број становника је 1.750. Седиште округа је град Дајтон.

## Демографија
Према попису становништва из 2010. у округу је живело 1.750 становника, што је 405 (18,8%) становника мање него 2000. године.
| Група             | 2000.         | 2010.         |
| Белци             | 2.091 (97,0%) | 1.628 (93,0%) |
| Афроамериканци    | 0 (0,0%)      | 8 (0,5%)      |
| Азијати           | 2 (0,1%)      | 4 (0,2%)      |
| Хиспаноамериканци | 31 (1,4%)     | 74 (4,2%)     |
| Укупно            | 2.155         | 1.750         |